# Sergio Pagano
Pour les articles homonymes, voir Pagano.
Sergio Pagano (né à Terrusso di Bargagli, le 6 novembre 1948) est un évêque catholique italien. Depuis le 7 janvier 1997, il est préfet des archives secrètes du Vatican et depuis le 29 septembre 2007, évêque titulaire (in partibus) de Celenae (de).

## Biographie
Il entre chez les barnabites en 1966 et accomplit ses études philosophiques et théologiques à Rome. Il est ordonné prêtre le 28 mai 1977 à Rome.
En 1978, il est diplômé en théologie avec la spécialisation  en liturgie. Il est également diplômé en tant que paléographe archiviste de l'École vaticane de paléographie, de diplomatique et d'archivistique. La même année, il est nommé scriptus des Archives secrètes du Vatican.
Il est docteur de diplomatie pontificale de l'école précitée et docteur en archivistique, membre de l'Académie Saint-Charles-Borromée de Milan, représentant des Archives secrètes auprès du Comité International d'Archivistique, consulteur historique de la Congrégation pour les causes des saints à partir de mai 1985 et consulteur de la Commission pontificale des biens culturels de l'Église à partir de 1997.
Il est nommé le 30 janvier 1995 vice-préfet des Archives secrètes du Vatican, et quelques jours plus tard vice-directeur de l'École vaticane de paléographie, diplomatique et archivistique.
De 1989 à 2001, il est directeur du Centre d'études historiques des Pères barnabites à Rome.
Le 7 janvier 1997, il est nommé préfet des Archives secrètes du Vatican (prenant la succession du P. Josef Metzler O.M.I.) et directeur de l'École vaticane de paléographie, diplomatique et archivistique.
Il est membre de droit perdurante munere de l'Académie pontificale des sciences et du Comité pontifical des sciences historiques.
Depuis mars 2000, il est membre correspondant des Monumenta Germaniae Historica, depuis juillet 2000 de la Società Romana di Storia Patria, membre honoraire depuis janvier 2005 du Conseil de direction de l'Association italienne pour l'étude de la sainteté, des cultes et de l'hagiographie et membre de l'Opus Fundatum Latinitas pour la promotion et l'étude de la langue latine depuis juillet 2005.
Il est nommé évêque titulaire (in partibus) de Celenae (de) le 4 août 2007, et consacré personnellement par Benoît XVI le 29 septembre suivant. Mgr Pagano est nommé le 18 octobre 2007 directeur scientifique des archives historiques de l'archidiocèse de Lucques pour le quinquennat 2007-2012. Sa devise est Veritati et Caritate.
Il est nommé en décembre 2007 membre de la Commission pontificale des biens culturels de l'Église.
Mgr Pagano est l'auteur de nombreuses publications.
Le 5 juillet 2024, il quitte ses fonctions de préfet des Archives apostoliques et est nommé assesseur du Comité pontifical des sciences historiques par le pape François.

## Quelques publications
- (it) I manoscritti liturgici della Biblioteca sublacense di S. Scolastica: secoli XI-XIII (thèse en deux volumes), 876 pages.
- (it + en) Archivio Segreto Vaticano. Catalogue of Gold Seal reproduction. Catalogo delle riproduzioni dei sigilli d’oro. I, Cité du Vatican, 1981, 16 pages.
- (it) Barnabiti alla corte imperiale di Cina, Provincia Romana dei PP. Barnabiti, Tip. Gualandi, Florence, 1982, 144 pages.
- (it) «Detti e fatti de’ Padri Gesuiti». Una relazione dei missionari barnabiti in Cina nella controversia dei riti, in La conoscenza dell’Asia e dell’Africa in Italia nei secoli XVIII e XIX, vol. I, Naples, 1984, pp. 259–292.
- (it + la) Les documents du procès de Galilée (en collaboration avec A.G. Luciani), Archives secrètes du Vatican, Cité du Vatican, 1984, pp. XXVII-280 [Pontificiae Academiae Scientiarum scripta varia, 53; Collectanea Archivi Vaticani, 21].
- (it) « Le biblioteche dei Barnabiti italiani nel 1599. In margine ai loro più antichi cataloghi », in Barnabiti Studi, III (1986), pp. 7–102.
- (it + la) « Le «visitae ad limina apostolorum» dei vescovi di Piazza Armerina e le loro relazioni sullo stato della diocesi (1818-1920) », avec la collaboration de Giovanni Castaldo, in Archivio storico per la Sicilia Orientale, 83 (1987), pp. 73–135.
- (it) L’abate di Ariano Francesco Antonio Vitale. Nuovi contributi alla biografia ed alla bibliografia, Tip. Pliniana di Selci Umbro, Rome, 1989, 126 pages.
- (it) L’archivio del convento dei SS. Domenico e Sisto di Roma. Cenni storici e inventario, Archives secrètes du Vatican, Cité du Vatican, 1994, 283 pages [Collectanea Archivi Vaticani, 36].
- (it) « I processi di beatificazione e canonizzazione di s. Antonio Maria Zaccaria (1802-1897). Appunti per una ricerca », in Barnabiti Studi, 14 (1997), pp. 7–148.
- « A propos d’un guide des archives vaticanes », in Revue d’Histoire Ecclésiastique, 94/2 (1999), pp. 515–521.
- (it) « Inediti su celebri «modernisti» barnabiti dalla Segretariola di Pio X e da altre fonti vaticane », in Barnabiti Studi, 22 (2005), pp. 7–94.
- (it) Guida delle fonti per la storia dell’Africa del Nord, Asia e Oceania nell’Archivio Segreto Vaticano, dirigé par Francesca Di Giovanni, Sergio Pagano, Giuseppina Roselli, Archivio Segreto Vaticano, Città del Vaticano, 2005, pp. XXVI-564 [Collectanea Archivi Vaticani, 37].
- (it) « Chiesa cattolica e leggi razziali. E Pio XI disse: "Sono veramente amareggiato come Papa e come italiano" », in L’Osservatore Romano, samedi 20 décembre 2008, pp. 1, 4-5.
- (it + la) I documenti vaticani del processo di Galileo Galilei (1611-1741). Nuova edizione accresciuta, rivista e annotata da Sergio Pagano, Archivio Segreto Vaticano, Città del Vaticano 2009, pp. CCLVIII-332, tav. 28 [Collectanea Archivi Vaticani, 69 – Pontificiae Acadamiae Scientiarum. Scripta Varia, 112].
- (it) Galileo Galilei. Lo splendore e le pene di un “divin uomo”, Polistampa, Florence, 2009, 253 pages.
- (it) Vita reclusa sul monte Soratte. Le monache agostiniane di Santa Croce in Sant’Oreste (1573-1904), Gangemi, Rome, 2012, 159 pages.